# Armée du Nord (guerre d'indépendance espagnole)
Pour les articles homonymes, voir armée du Nord.

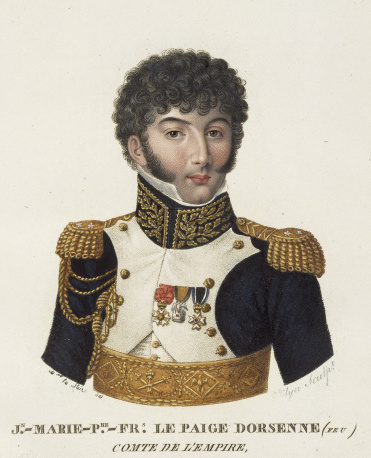
Le général Jean Marie Pierre Dorsenne, commandant l'armée du Nord de 1811 à 1812.

L’armée du Nord est une armée française active pendant la guerre d'Espagne de 1809 à 1813.

## Création et mutations
Elle est mise en activité pour sécuriser le nord de l'Espagne et les routes qui y mènent. En grande partie formée d'unités de la Garde impériale, son rôle est de tenir garnisons et villes. Elle participe aux batailles de Fuentes de Oñoro et de Vitoria.

## Commandants en chef

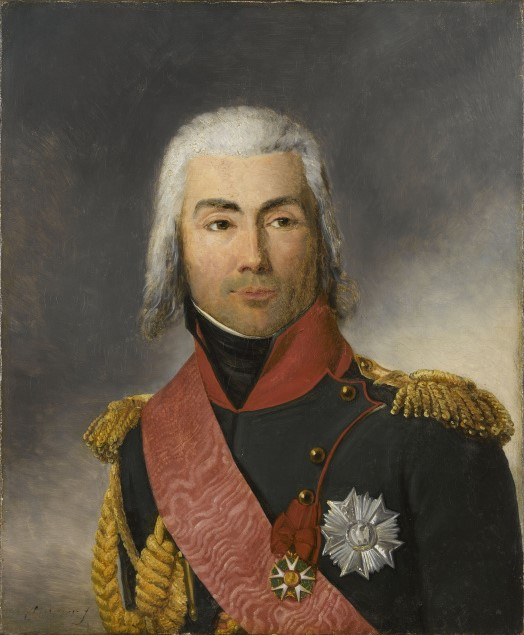
Le maréchal Jean-Baptiste Bessières, commandant l'armée du Nord en 1811.

- Maréchal Jean-Baptiste Bessières, de janvier à juillet 1811 ;
- Général Jean Marie Pierre Dorsenne, de juillet 1811 à mai 1812 ;
- Général Marie François Auguste de Caffarelli du Falga, de mai 1812 à janvier 1813 ;
- Général Bertrand Clauzel, de janvier 1813 à juillet 1813.